# Агаповське родовище флюсових вапняків і доломіту
Агаповське родовище флюсових вапняків і доломіту — в Росії, Челябінська обл., за 12 км від м. Магнітогорськ.

## Історія
Розробляється з 1931 р.

## Характеристика
Родовища входять у смугу карбонатних порід кизильської світи візейського ярусу ниж. карбону на схід. крилі Агаповської синкліналі. Падіння пластів пологе, кут 18-35 о, місцями до 45-65 о. Потужність карбонатних порід 1000—1100 м. Вапняки з поверхні закарстовані і перекриті пухкими відкладами потужністю до 25 м. Середній вміст СаО у вапняках 51,8 %, Mg0 3,75 %. Доломітовий поклад має лінзоподібну форму з вертикальною потужністю 186 м. Середній вміст Mg0 в доломіті 19,13 %, SiO2 — 0,17 %.

## Технологія розробки
Родовища розробляються відкритим способом із застосуванням вибухових робіт. Осн. споживачі продукції — Магнітогорський мет. комбінат, Соколовсько-Сарбайський ГЗБ.